# Henri-Paul Motte

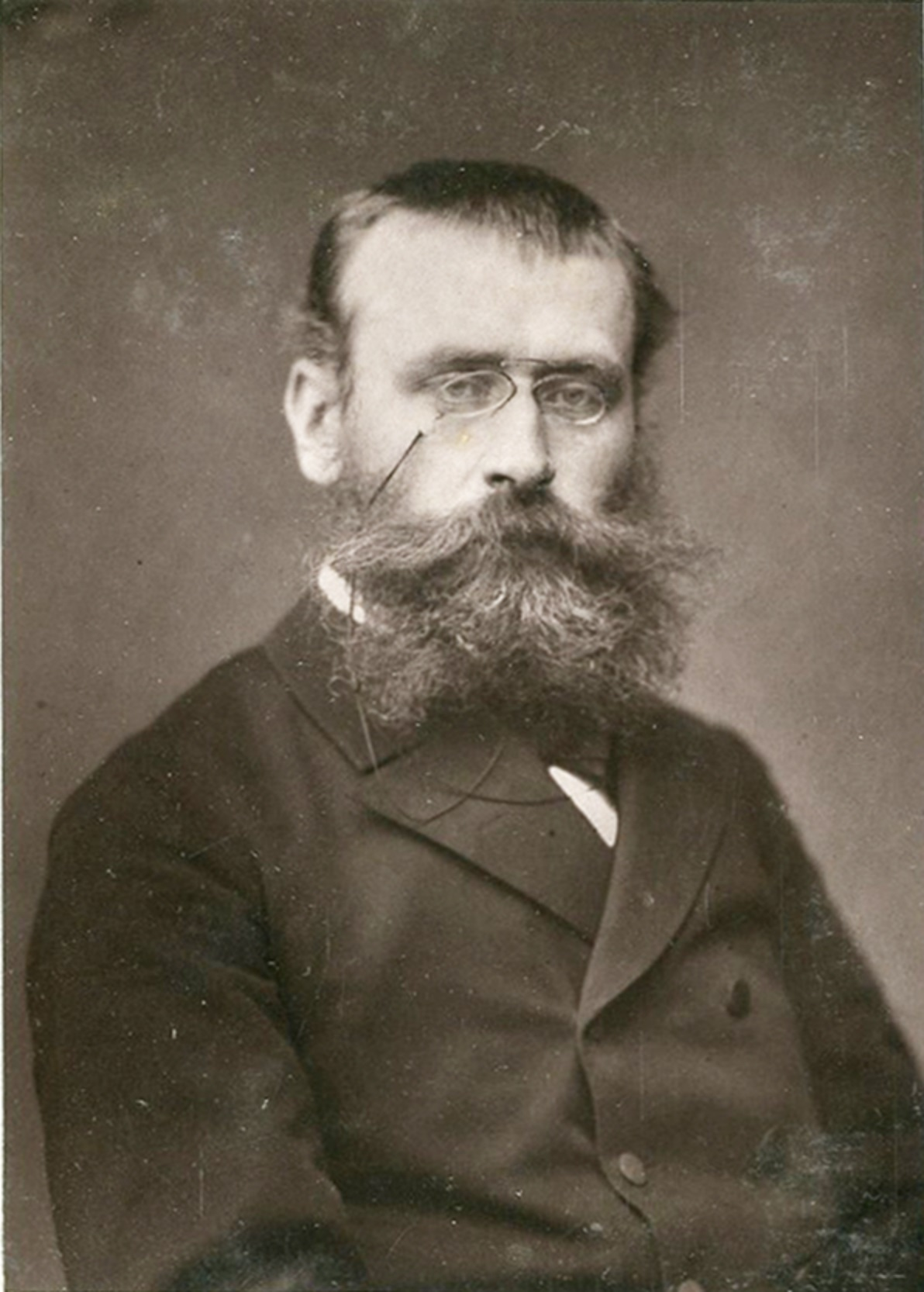
Henri-Paul Motte, ca. 1880

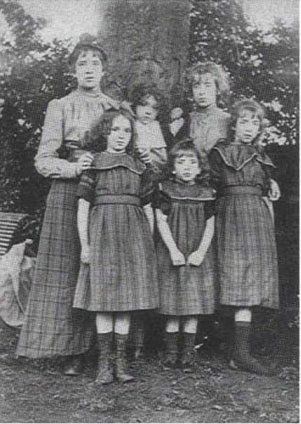
Mottes Ehefrau Constance und ihre gemeinsamen fünf Töchter

Henri-Paul Motte (auch: Henri Motte) (* 15. Dezember 1846 in Paris; † 23. März 1922 in Bourg-la-Reine) war ein französischer Historienmaler. Seine Bilder stellen meist Themen aus der Antike oder der neuzeitlichen französischen Geschichte dar.

## Leben
Henri-Paul Motte, ein Schüler von Jean-Léon Gérôme, hatte sein Atelier in Neuilly-sur-Seine bei Paris (rue de Longchamps 94) und wurde 1880 mit einer Medaille 3. Klasse geehrt. Außer als Maler betätigte er sich auch als Architekt, Kunstschriftsteller und Buchillustrator. Er verfasste eine „kleine Kunstgeschichte“ auf über 300 Seiten und fertigte für die Ilias-Übersetzung von Emile Pessoneaux (1886) zu jedem Gesang eine ganzseitige Illustration an. Motte war Mitglied der Société des Artistes Français und schuf auch Wandgemälde; so dekorierte er das Theater in Monte Carlo und das Rathaus in Limoges. Henri-Paul Motte wurde 1892 zum Ritter der Ehrenlegion (ranghöchste Auszeichnung Frankreichs) ernannt. Die Weltausstellung 1893 in Chicago beschickte Motte mit einem wandfüllenden Gemälde auf Leinwand. Auf der Weltausstellung von 1900 in Paris erhielt er eine Bronzemedaille.
Um die Jahrhundertwende zog Henri-Paul Motte nach Bourg-la-Reine, wo er für seine vielköpfige Familie ein großes Haus erwarb. Nach einem hohen Baum im Garten wurde das Anwesen „Pin Ginko“ (deutsch: Pinien-Ginkgo) genannt. Mit dem Aufkommen des Impressionismus wurde es für Motte immer schwieriger, seine einst so populären Gemälde zu verkaufen. Deshalb nahm er in seinem Haus auch Pensionsgäste auf.

## Rezeption
Mottes Gemälde wurden seinerzeit auch als Reproduktionen (besonders in Schwarz-Weiß) verbreitet. Jedoch gelangte nur ein Teil der Originale in Museen. Manche Bilder aus Privatbesitz sind seit Jahrzehnten nicht mehr auf dem Kunstmarkt aufgetaucht (z. B. „Die Gänse auf dem Kapitol“) und müssen heute als verschollen gelten. Einige von Mottes Bildern werden immer noch gerne, z. B. in Schul- und Geschichtsbüchern, zur Illustration eingesetzt.

## Zum GemäldeVercingetorix kapituliert vor Caesar

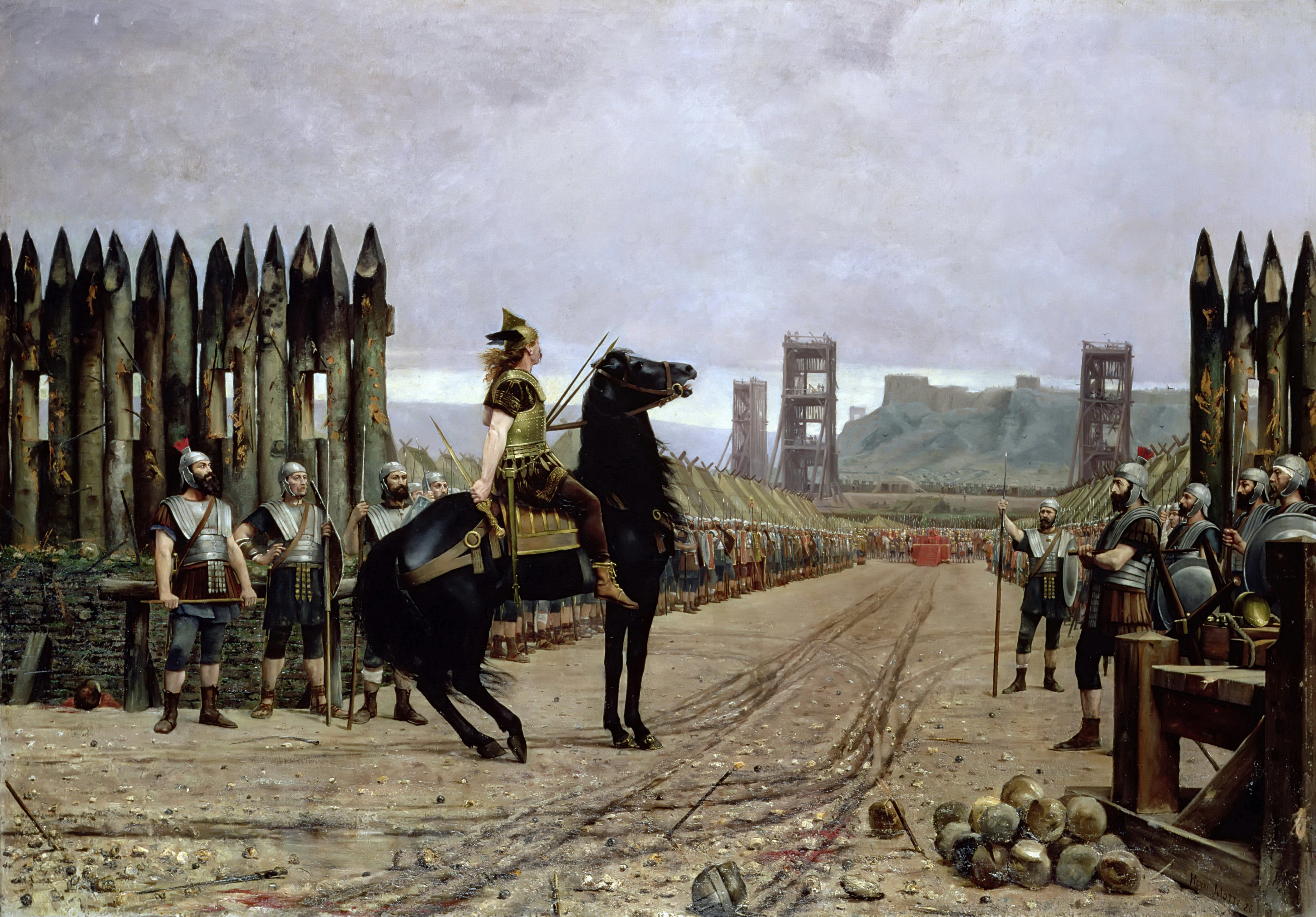
Henri-Paul Motte: Vercingetorix kapituliert vor Caesar (1886)

Im Laufe des 19. Jahrhunderts entdeckten die Franzosen ihre gallische Vorgeschichte wieder. Napoleon III. hatte am vermuteten Ort der Schlacht von Alesia Ausgrabungskampagnen durchführen lassen, und 1885 regte die École nationale des beaux-arts in Paris einen Malwettbewerb zum Thema „Die Kapitulation des Vercingetorix“ an. Mottes Gemälde „Vercingetorix kapituliert vor Caesar“ ist als Beitrag zu diesem Wettbewerb entstanden. Motte lehnte sich dabei an den Bericht des Plutarch an, wonach Vercingetorix in vollem Waffenschmuck in Caesars Lager geritten sei, um sich dort zu unterwerfen. Im Gemälde dominiert Vercingetorix zu Pferde den Vordergrund, während Caesar nur klein im Hintergrund auf einem Podest zu sehen ist, so dass hier die Rollen von Sieger und Verlierer beinahe vertauscht erscheinen. Die römischen Legionäre, durch deren Reihe Vercingetorix im Begriff zu reiten ist, wirken fast wie ein Ehrenspalier. Damit griff Motte eine damals in Frankreich verbreitete Stimmung auf: Nach dem verlorenen Deutsch-Französischen Krieg von 1870/71 fühlte man sich als stolzer Besiegter, unterlegen und doch ungebrochen. Vercingetorix symbolisiert bei Motte Gambetta, Caesar Bismarck und die Schlacht von Alesia die von Sedan.

## Familie
Henri-Paul Motte war Sohn des Jean Baptiste Jules Motte (1816–1882) aus Draguignan und der Emile Elisa, geb. Barre (1822–1899).
Am 13. Dezember 1882 heiratete Henri-Paul Motte Constance Sarah Ivatts, die 1856 in Paris geborene Tochter englischer Eltern. Motte und seine Frau hatten neun Kinder, vier Söhne (Marcel, geb. 1884, gest. 1961 in Frederikshavn, Dänemark; Lionel, geb. 1886; Roland, geb. 1898, gest. 1955 in Mayfield, New South Wales, Australien; Gilbert, geb. 1902) und fünf Töchter (Irène, geb. 1889, verh. Platts; Cyrille, geb. 1890, verh. Jones; Gisèle, geb. 1893, verh. Dannatt; Renée, geb. 1895; Odette, geb. 1896).
Außerdem lebte die Dänin Sophie Lund, genannt „Marraine“ (französisch für „Patin“), im Haushalt; sie war Hauslehrerin von Mottes Töchtern und wurde wie ein Familienmitglied behandelt. Im Hause Motte herrschte eine Atmosphäre entspannter Exzentrik, die sich z. B. darin äußerte, dass auch die Söhne langes Haar trugen, was damals sehr ungewöhnlich war. Die Tochter Cyrille Motte heiratete 1911 den englischen Sprachwissenschaftler Daniel Jones. Dieser hatte als Sommergast regelmäßige Aufenthalte im Hause Motte verbracht und so Cyrille kennengelernt. Zwei weitere Töchter heirateten ebenfalls Engländer und Odette einen Amerikaner.

## Werke (Auswahl)
| Bild | Titel (Entstehungsjahr)                                                                     | Material (in Bezug auf die linke Abbildung), Größe des Originals   | Besitzer des Originals |
| ---- | ------------------------------------------------------------------------------------------- | ------------------------------------------------------------------ | --- |
|      | Das Trojanische Pferd (1874)                                                                | Ölgemälde, 96 × 147 cm                                             | Original früher in der Corcoran Gallery of Art, Washington, USA; 2009 bei Bonhams verkauft; seit 2011 im Wadsworth Atheneum, Hartford, Connecticut, USA |
|      | Baal verzehrt die Kriegsgefangenen in Babylon (auch unter dem Titel: Das Baalsopfer) (1876) | Farbholzstich nach einem Ölgemälde                                 | Original in Algier, Musée National des beaux-arts |
|      | Hannibals Armee überquert die Rhône (1878)                                                  | Schwarz-Weiß-Reproduktion eines Ölgemäldes (Heliogravüre von 1894) | Original in Bagnols-sur-Cèze, Musée Albert-André |
|      | Kirke verwandelt die Gefährten des Odysseus in Schweine (1879)                              | Schwarz-Weiß-Reproduktion (Sepiaton) nach einem Ölgemälde          | Original verschollen |
|      | Der Kaiser langweilt sich (1880)                                                            | Ölgemälde, 225 × 315 cm                                            | Auxerre, Musée d’Art et d’Histoire |
|      | Kardinal Richelieu bei der Belagerung von La Rochelle (1881)                                | Ölgemälde, 112 × 190,5 cm                                          | Musée d’Orbigny Bernon, La Rochelle |
|      | Die Gänse auf dem Kapitol (1883)                                                            | Farbreproduktion eines Ölgemäldes                                  | Original verschollen |
|      | Die Obervestalin fährt vorbei (1885)                                                        | Heliogravüre nach einem Ölgemälde                                  | Original 1994 auf einer Auktion versteigert unter dem Titel „The Parade of the Vestal Virgins“                                                          |
|      | Die Braut des Belus (1885)                                                                  | Ölgemälde, 178 × 122 cm                                            | früher Galerie Vincent Lécuyer, seit 2013 im Musée d’Orsay, Paris                                                                                       |
|      | Vercingetorix kapituliert vor Caesar (1886)                                                 | Ölgemälde, 172 × 250 cm                                            | Musée Crozatier, Le Puy-en-Velay |
|      | Die Belagerung von Alesia (1888)                                                            | Farbreproduktion eines Ölgemäldes                                  | Original im 19. Jh. von der Société des Sciences de Semur-en-Auxois erworben                                                                            |
|      | Die heiligen Gänse der Juno (1889)                                                          | Ölgemälde, 32 × 46 cm                                              | 2019 bei Bruun Rasmussen versteigert |
|      | Die Priesterin zu Delphi (1890)                                                             | Nachkolorierter Holzstich nach einem Ölgemälde                     | Original verschollen |
|      | Der Tuileriensturm (1892)                                                                   | Farbreproduktion nach einem Ölgemälde                              | Original verschollen |
|      | Die Tauben des Venustempels (um 1896)                                                       | Holzstich nach einem Ölgemälde                                     | Original verschollen |
|      | Napoleon in Aachen vor dem Thron Karls des Großen (1898)                                    | Ölgemälde                                                          | Privatbesitz |
|      | Der Tanz der Israeliten um das Goldene Kalb (1899)                                          | Wasserfarbe und Gouache auf Papier, 61 × 99 cm                     | 2020 bei Bruun Rasmussen angeboten (nicht verkauft); 2021 bei Lauritz.com verkauft                                                                      |
|      | Druide beim Mistelschneiden am sechsten Tag des Mondes (1900)                               | Ölgemälde, 116 × 80 cm                                             | Privatsammlung |
|      | Leda und der Schwan (undatiert, um 1900)                                                    | Ölgemälde, 60,3 × 73,6 cm                                          | 1989 und 1996 auf Auktionen versteigert |
|      | Die beiden letzten Karrees in der Schlacht bei Waterloo (1905)                              | Schwarz-Weiß-Reproduktion nach einem Ölgemälde                     | Original verschollen |
|      | Die Schlacht von Zama (1906)                                                                | Schwarz-Weiß-Reproduktion eines Ölgemäldes                         | Original verschollen |
|      | Der heilige Antonius in der Totengruft (1907)                                               | Schwarz-Weiß-Reproduktion eines Ölgemäldes                         | Original verschollen |
|      | Cauchons Augen (richten sich auf Jeanne d’Arc in ihrem Verlies) (1907)                      | Schwarz-Weiß-Reproduktion (Sepiaton) nach einem Ölgemälde          | Original verschollen |
|      | Christus beim Mahl (1908)                                                                   | Schwarz-Weiß-Reproduktion eines Ölgemäldes                         | Original verschollen |
|      | Ein Gastmahl des Elagabal (1909)                                                            | Schwarz-Weiß-Reproduktion eines Ölgemäldes                         | Original verschollen |
|      | Laune einer Prinzessin (1913)                                                               | Schwarz-Weiß-Reproduktion eines Ölgemäldes                         | Original verschollen |
|      | Phaedra und Hippolytus (undatiert, vor 1922)                                                | Ölgemälde, 112 × 150 cm                                            | Original bei Cambi Casa d’Aste 2022 versteigert |